# 마러시아 B 시리즈
마러시아 B 시리즈(영어: Marussia B Series)는 러시아의 자동차 생산회사 마러시아 모터스가 만든 스포츠카였다.

## 주요 모델

### B1
마러시아 B1(영어: Marussia B1)은 마러시아 B 시리즈 최초이자 마러시아 모터스에서 최초로 생산된 스포츠카이다. 섀시는 알루미늄 세미 모노코크 디자인으로 제작되었으며 엔진은 영국 엔지니어링 회사인 Cosworth에서 생산하였다. 엔진 출력은 360 또는 420 마력 (268 또는 313kW)이고 최고 속도는 305km/h (190mph)이며 0–100km / h (0-62mph)에서 3.2초 만에 가속된다. 총 2999량이다.

### B2
마러시아 B2(영어: Marussia B2)는 2009년 프랑크푸르트 모터쇼에서 처음 공개된 B1의 후속 모델이다. B1과 B2의 차이점은 차량의 차체형식이다. 엔진 출력은 420마력 (313kW), 최고 속도는 310km/h (193mph)이며 0–100km / h의 가속은 3.8초이다.

## 비디오 게임에서의 등장
- 니드 포 스피드: 모스트 원티드
- 니드 포 스피드 라이벌스
- 아스팔트 8: 에어본